# Повстання засуджених Кастл Хіл
Повстання у Касл-Гілл — повстання австралійських каторжників проти британської влади, яке відбулося 1804 року в Касл-Гілл, що зараз є передмістям Сіднея. Повстання, яке прозвали Другою битвою Вінеґар-Гілла (Перша битва відбулася 1798 року в Ірландії), завершилося битвою між каторжниками та колоніальними силами Австралії 5 березня 1804 в Роуз-Гілл. Це було перше та єдине в історії Австралії повстання, яке було придушено оголошенням воєнного стану.
4 березня 1804 року 233 ув'язнених на чолі з Філіпом Каннінгемом, який був ветераном Ірландського повстання, а також брав участь у заколоті на кораблі Енн, втекли з-під варти, маючи намір захопити кораблі, щоб дістатися Ірландії. У відповідь було оголошено воєнний стан в Новому Південному Уельсі. На здебільшого ірландських повстанців, які зібрали підкріплення, чатували колоніальні сили, які, врешті-решт, захопили каторжників 5 березня 1804 року. Ведучи переговори під білим прапором, Каннінгем був арештований. Учасників було засуджено, а саме повстання придушено. 9 лідерів повстання було страчено, а сотні інших були покарані, і тижнем пізніше воєнний стан було скасовано.

## Передумови

### Зародження повстання
Багато каторжників Касл-Гілла брали участь в Ірландському повстанні 1798 року і згодом були примусово емігровані без рішення суду до  Нового Південного Уельсу. Філіп Каннінгем планував повстання, під час якого 685 каторжників Касл-Гілла зустрілися б з 1,100 каторжниками, які працювали поблизу річки Гоксбері. Далі вони б мітингували на Констит'юшн-Гілл, пройшлися маршем через передмістя Сіднея наймення Парраматта, а також сам Сідней. Їхньою метою було отримати контроль над колонією та дістати кораблі для тих, хто хотів повернутися до Ірландії, щод відродити рух Ірландського повстання 1803.
Ввечері 4 березня 1804 року Джон Кавена запалив вогонь біля свого будинку о 8:00 на знак початку повстання. Доки каторжники біля Гоксбері не бачили вогню, Каннінгем наказав збирати зброю, їжу, боєприпаси та новобранців. На чолі з Каннінгемом, від 200 до 300 повстанців увірвалися до будівлі місцевого уряду та почали брати необхідні речі. Поліцейські та наглядачі були подолані і повстанці потім пішли від ферми до ферми прямуючи до Констит'юшн Хіл, збираючи необхідне, в тому числі ром та інші спиртні напої.

### Реакція уряду
Коли новина про повстання поширилась, то серед населення колонії в 5,000 чоловік здійнялась паніка. Самуель Марсден втік на човні разом з Елізабет Макартур та її дітьми.
Філіп Гідлі Кінг оголосив воєнний стан.

## Підсумки
Близько 230 учасників були знайдені за декілька днів. Серед повстанців, які безпосередньо брали участь у битві, 15 було вбито, а 9 (разом з Каннінгемом та Джонсоном) було страчено. 7 чоловік батожили від 200 до 500 разів, а потім їх було відправлено працювати в ланцюгах, що були поєднані з ланцюгами інших працівників. 23 чоловік було відправлено працювати до вугільної шахти. Більшій частині учасників повстання все було пробачено і вони змогли поверунтися на своє звичне місце роботи.